# Hamada (Shimane)
Hamada (浜田市 Hamada-shi?) es una ciudad localizada en la prefectura de Shimane, Japón. En junio de 2019 tenía una población estimada de 55.095 habitantes y una densidad de población de 79,8 personas por km². Su área total es de 690,68 km².

## Geografía

### Localidades circundantes
- Prefectura de Shimane
  - Masuda
  - Gōtsu
  - Ōnan
- Prefectura de Hiroshima
  - Kitahiroshima

## Demografía
Según los datos del censo japonés, esta es la población de Hamada en los últimos años.
| Año del censo | Población |
| ------------- | --------- |
| 1995          | 68.103    |
| 2000          | 65.463    |
| 2005          | 63.046    |
| 2010          | 61.713    |
| 2015          | 58.105    |